# El uso de las armas
El Uso de las armas es una novela de ciencia ficción escrita por el novelista escocés Iain M. Banks, publicada por primera vez en 1990.

## Introducción
Es la tercera novela de la saga de La Cultura. Cuenta la historia de un hombre llamado Cheradenine Zakalwe, nacido fuera de la Cultura y reclutado para lo que eufemísticamente se llama sección de Circunstancias Especiales por el agente Diziet Sma para trabajar como agente de intervención en civilizaciones más primitivas, y sus intentos de asumir su propio pasado.